# سيرغي سوروفيكين
سيرجي فلاديميروفيتش سوروفيكين (الروسية: Сергей Владимирович Суровикин) من مواليد 11 أكتوبر 1966 هو جنرال في الجيش الروسي وقائد للقوات المحمولة جواً. كان مسؤولاً عن إنشاء الشرطة العسكرية الروسية [الإنجليزية] وهي منظمة جديدة داخل الجيش الروسي. قاد سوروفكين المنطقة العسكرية الشرقية بين عامي 2013 و 2017 وقُدم لوسائل الإعلام كقائد لمجموعة القوات الروسية في سوريّة.
في عام 2022 عُين الجنرال مسؤلاً عسكرياً أثناء الحرب الروسية الأوكرانية وكانت لقواته دور في تقديم الدعم أثناء السيطرة مدينة سفرودونتسك.
بتاريخ 8 تشرين الأول 2022 صدر قرار من وزارة الدفاع الروسية بتعيين الجنرال سيرغي سوروفيكين قائداً لمجموعة القوات المشتركة في منطقة العملية الخاصة في أوكرانيا.